# Michiel Hendryckx

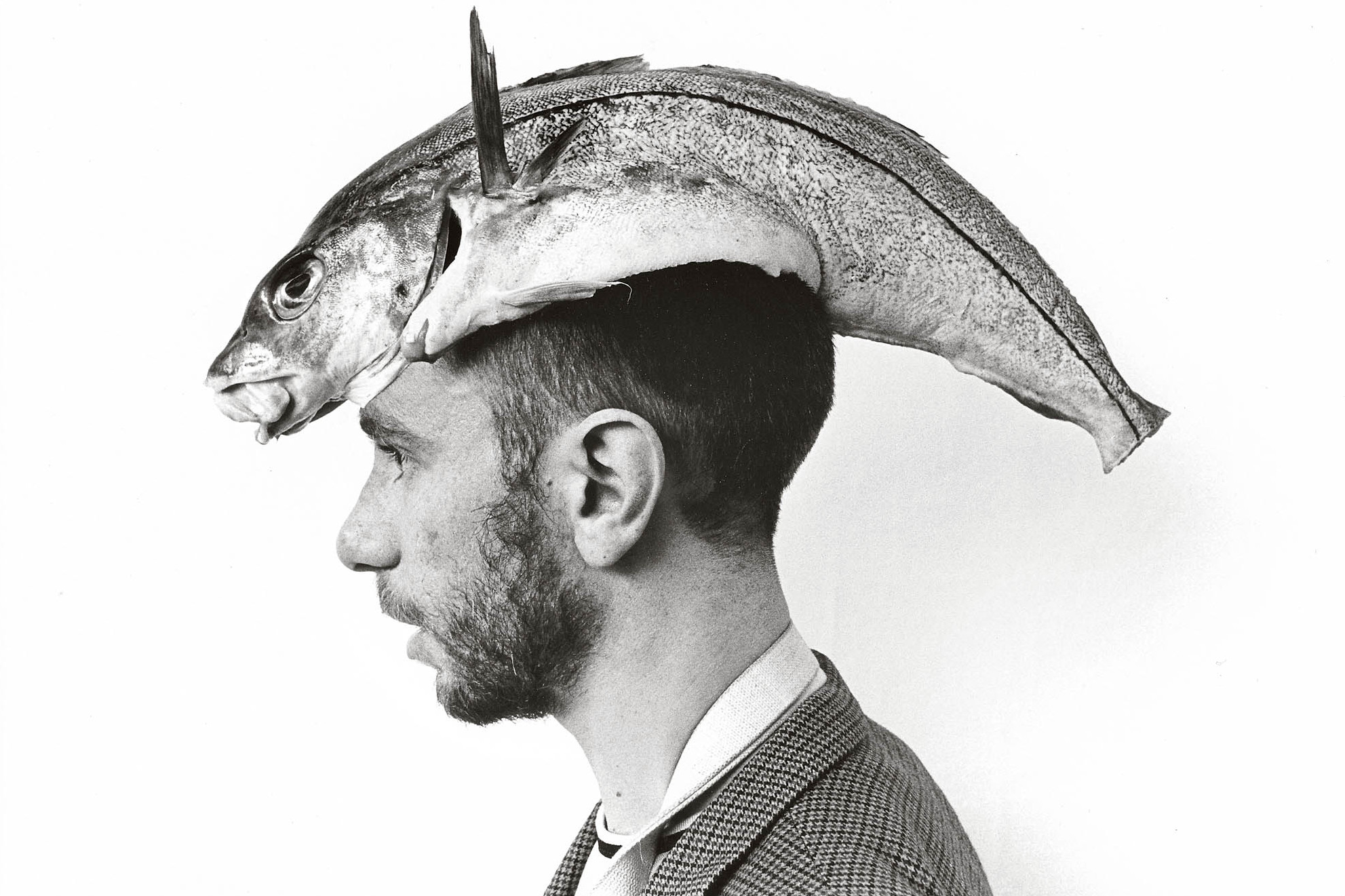
Michiel Hendryckx: Eric De Volder, 1979

Michiel Hendryckx (* 19. listopadu 1951 Adinkerke) je vlámský portrétní a reportážní fotograf.

## Život a dílo
Hendryckx strávil své dětství v pobřežním městečku De Panne. Od roku 1969 žije v Gentu, kde vystudoval střední školu a také fotografii na tamější Akademii. Během studií působil jako novinářský fotograf pro noviny De Gentenaar. V roce 1978 byl zaměstnán u vlámské společnosti vydavatelů (VUM). V témže roce byl na částečný úvazek zaměstnán jako učitel fotografie v gentské Akademii.
Během 80. let byl ústřední postavou gentského inovativního umění a kultury. Fotografoval pro divadelní soubory Nieuwpoortteater, Etherisch Strijkensemble Parisiana a skupinu Eric De Volder.
V letech 1986–1987 začal pracovat s grafikem a ilustrátorem Gertem Dooremanem, díky kterému se seznámil se základními principy typografie a brzy se stal jedním z nejlepších grafiků v zemi. Spolupracoval také s umělcem Johanem Dehollanderem, s nímž utvořil duo Hendryckx & Dehollander, a vystavovali v Muzeu moderního umění v Gentu.
V roce 1992 přešel k nakladatelství VUM Standard, kde skoro deset let pracoval jako editor fotografií (a dokonce i jako šéfredaktor) časopisu DS. Od roku 2001 pracuje jako fotograf pro De Standard.

## Galerie

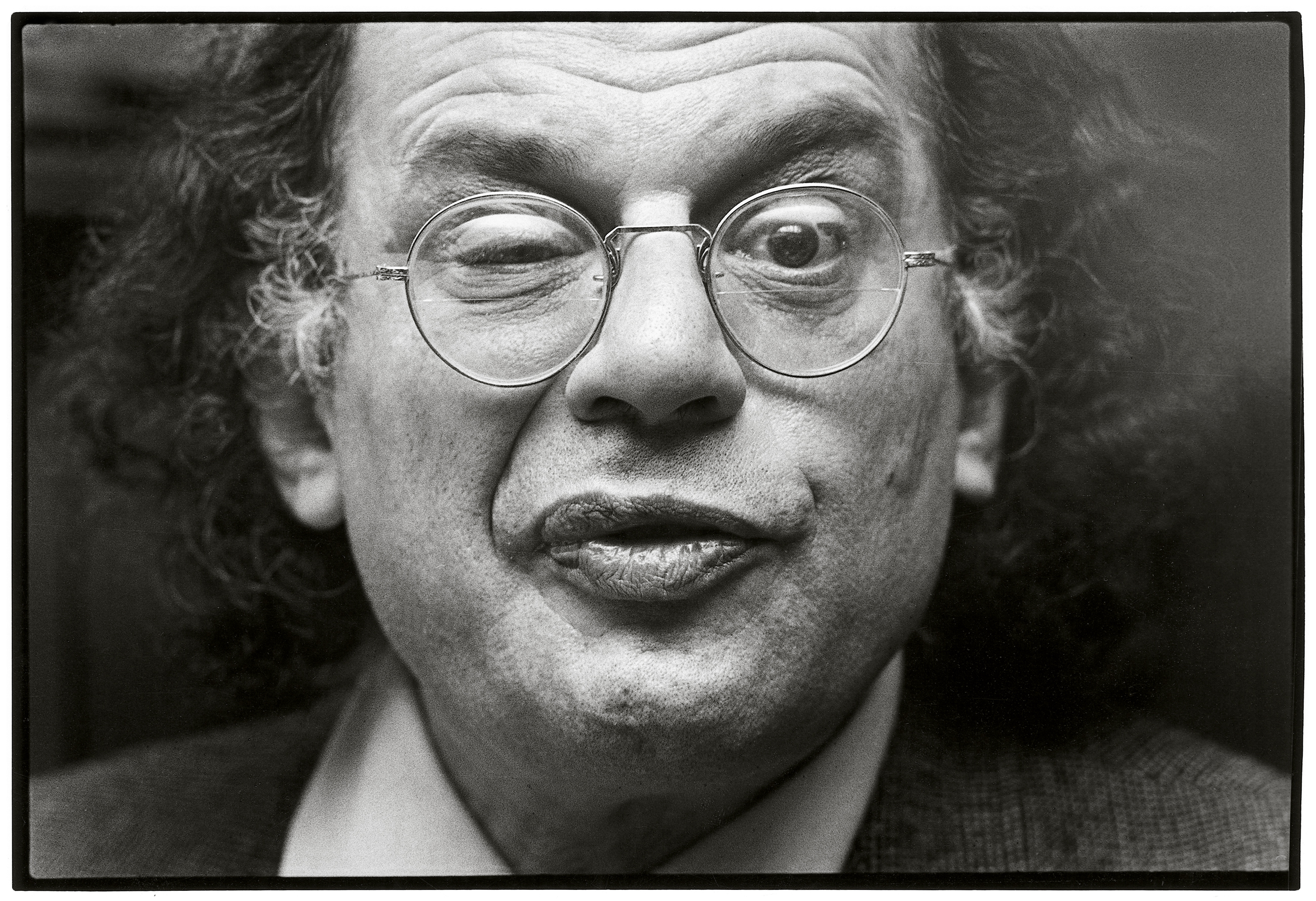
Allen Ginsberg, 1979
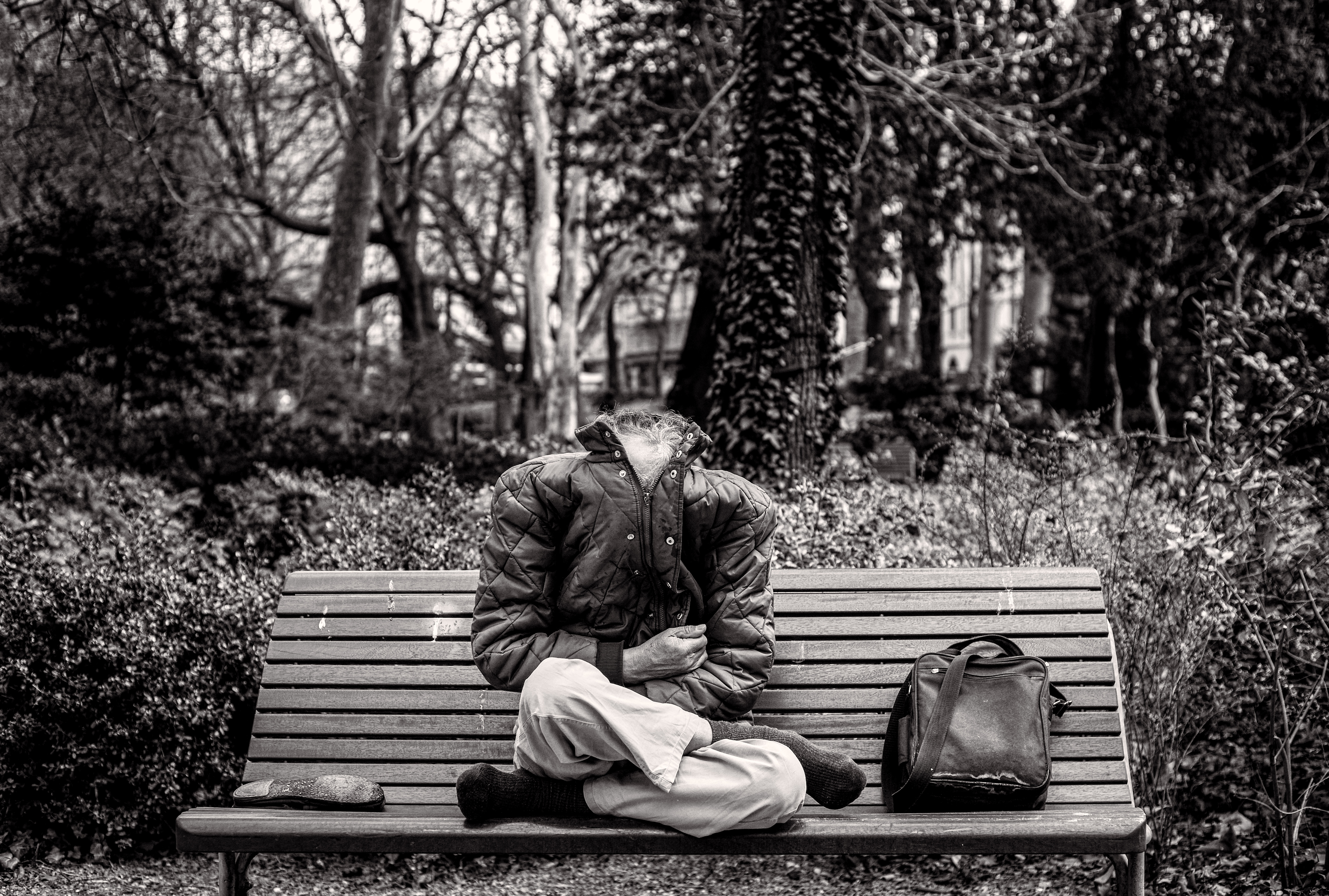
Trieste uit Dolen, Onderweg in Europa 2009
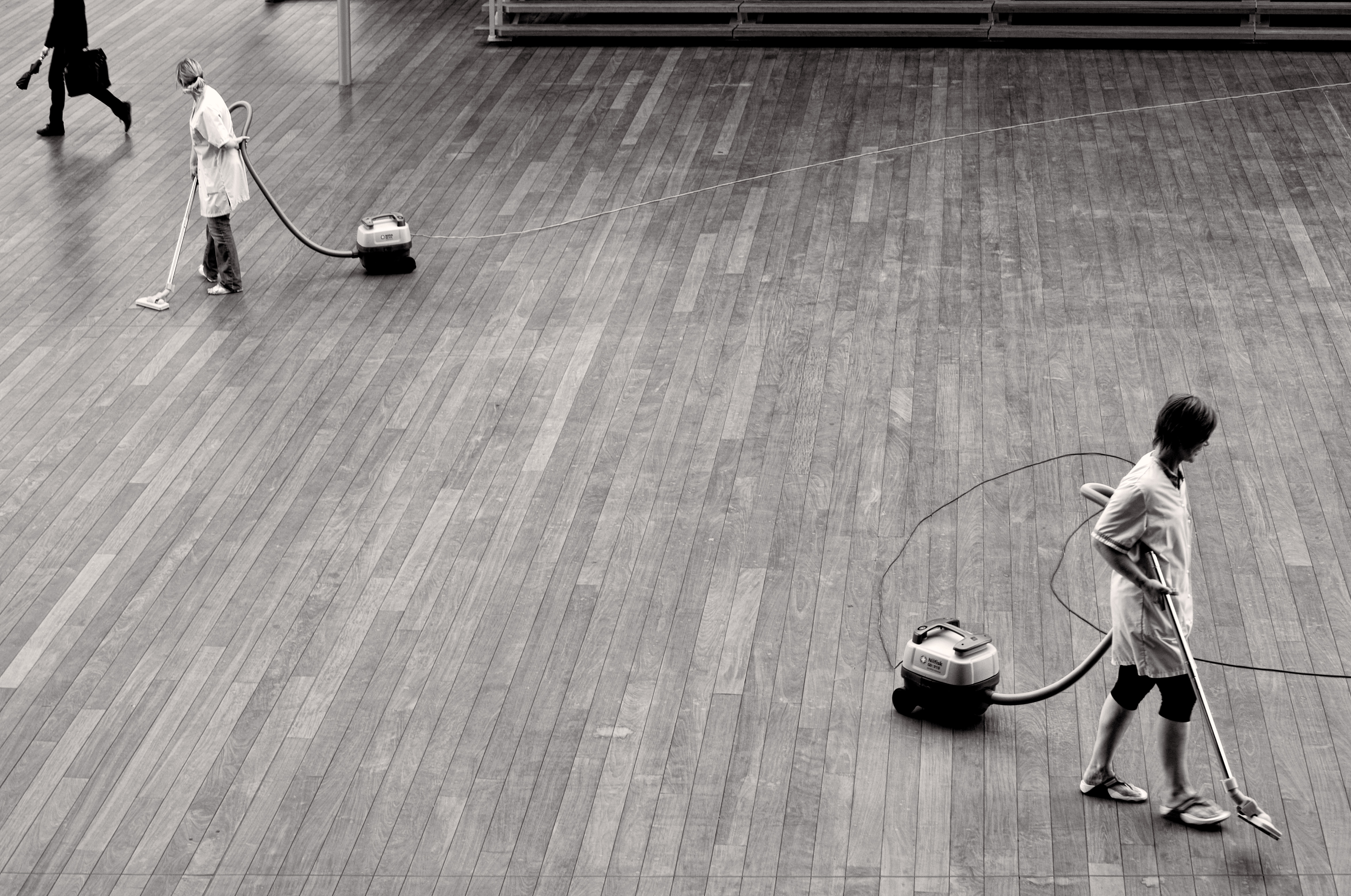
Gerechtsgebouw Antwerpen, uit Dolen, Onderweg in Europa 2009
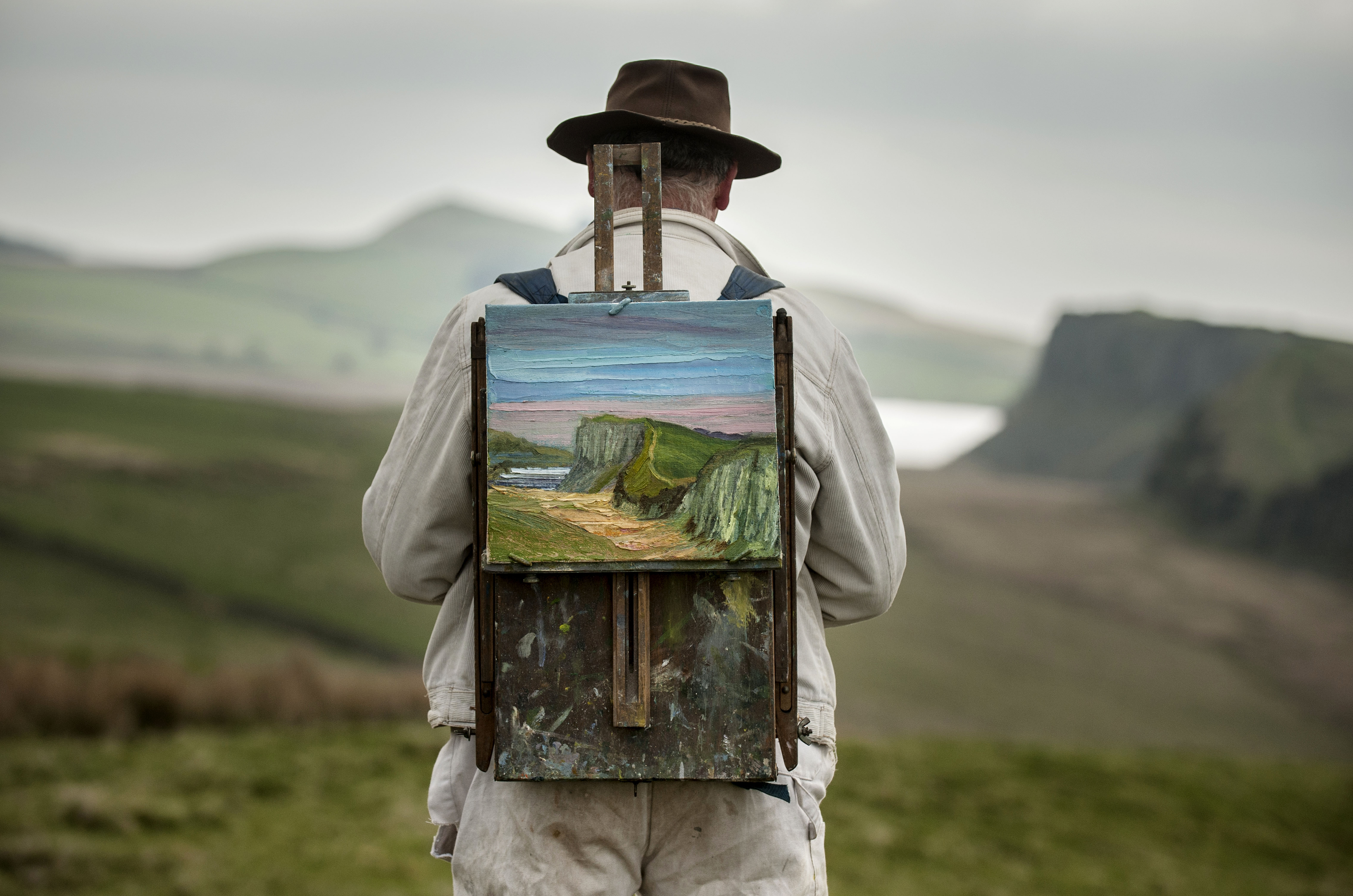
Malíř krajin Harry D. Hall – Haltwhistle Northumberland
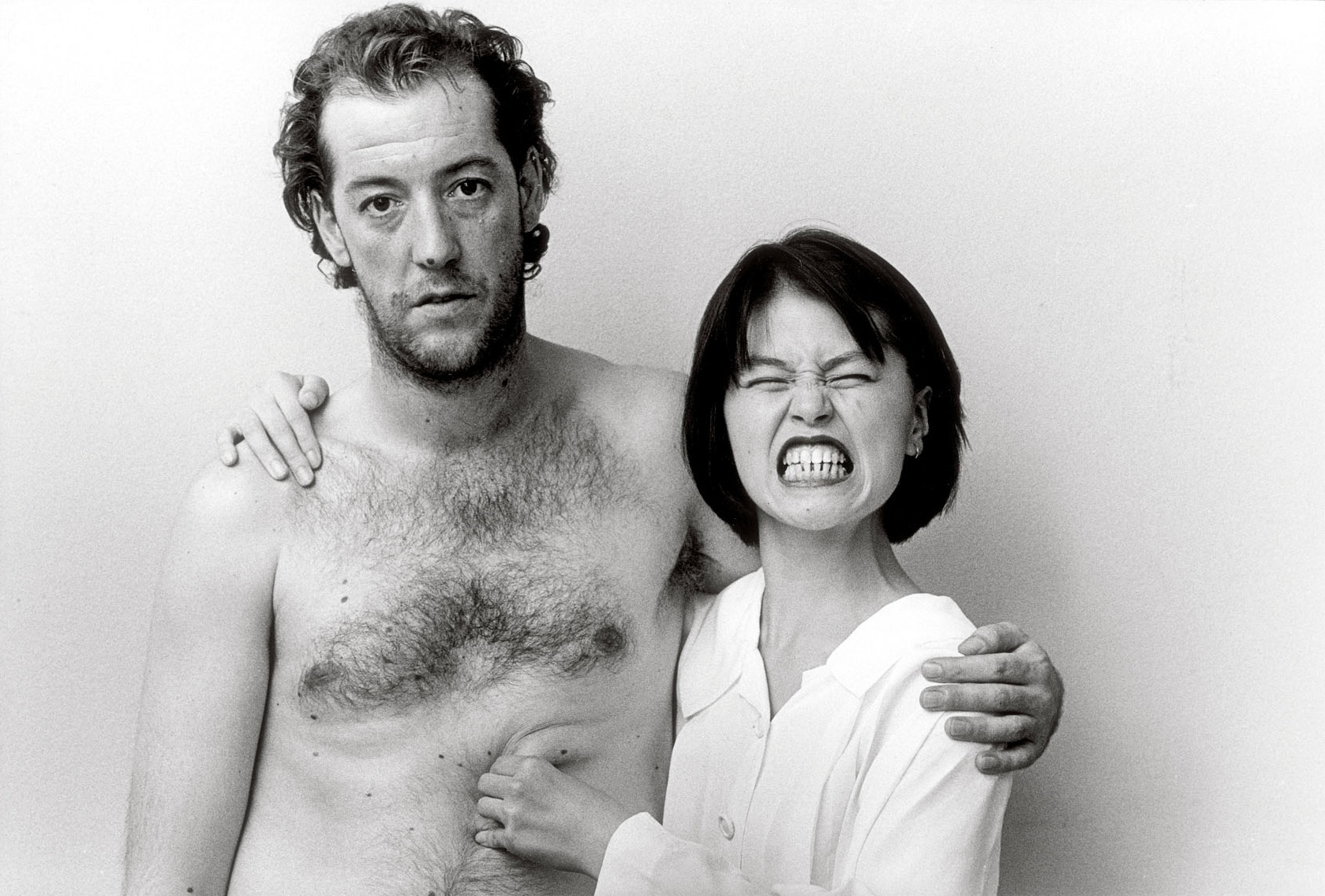
Josse De Pauw a Fumiyo Ikeda
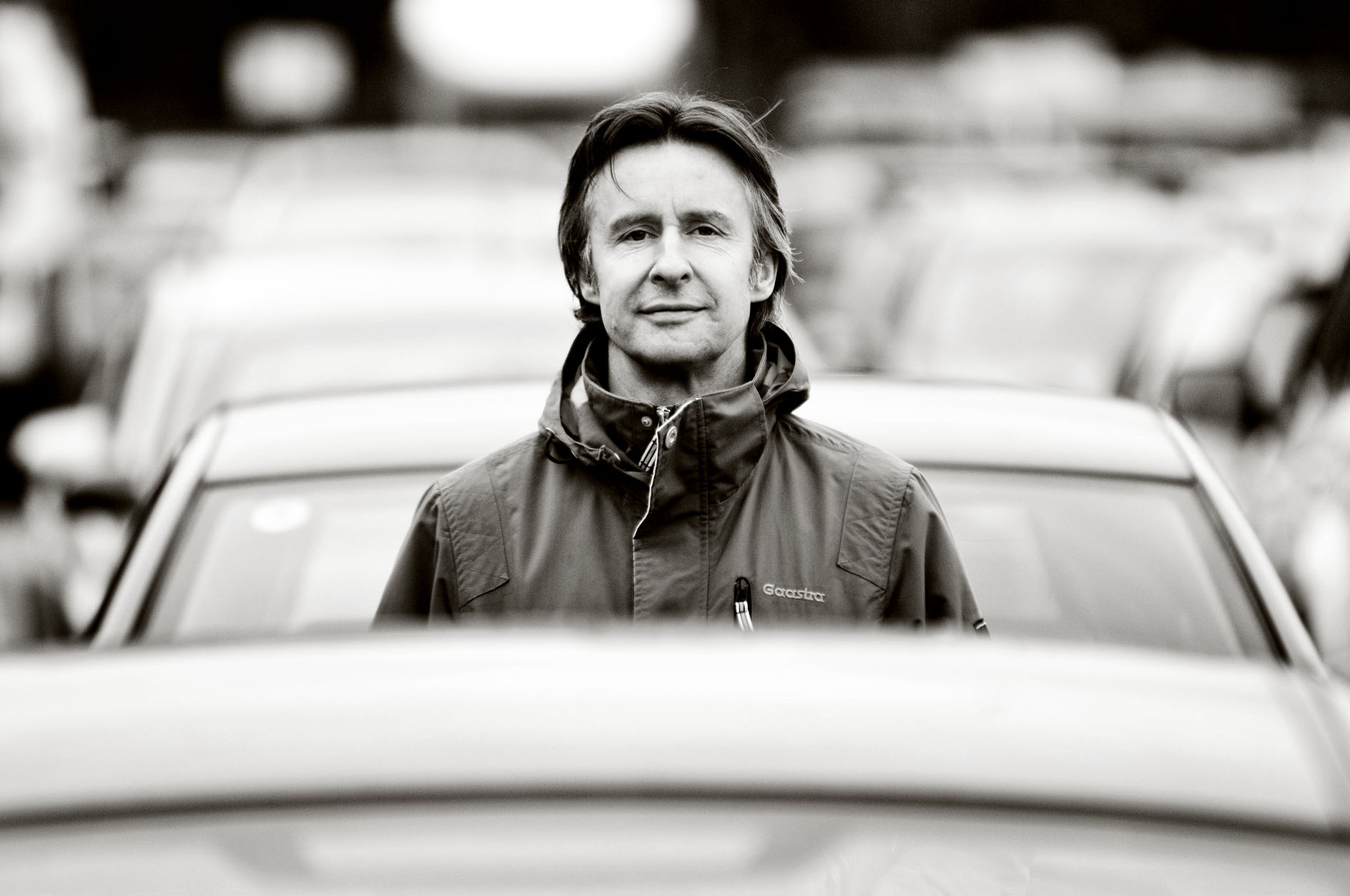
Martin Heylen
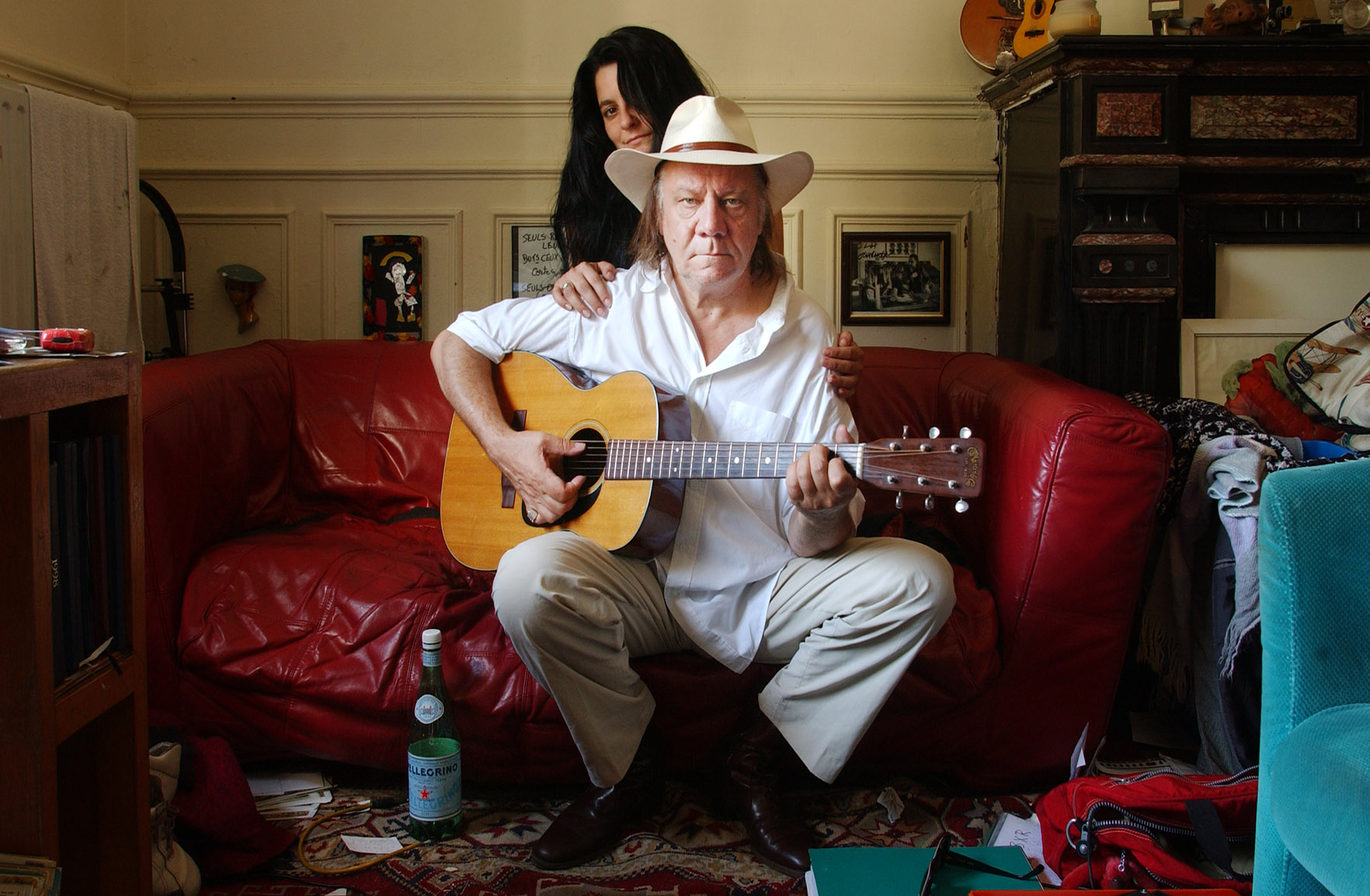
Roland Van Campenhout
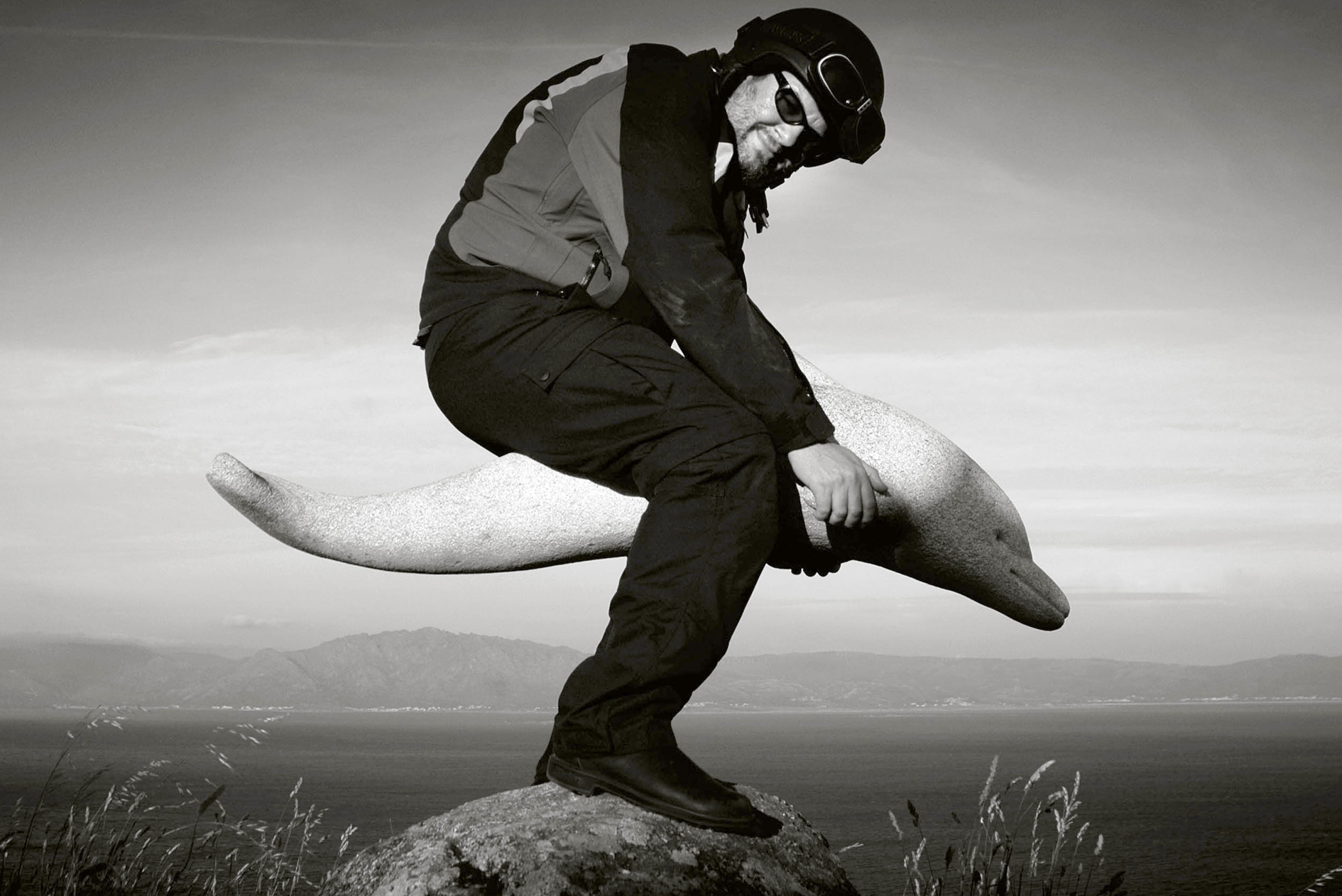
Wim Opbrouck
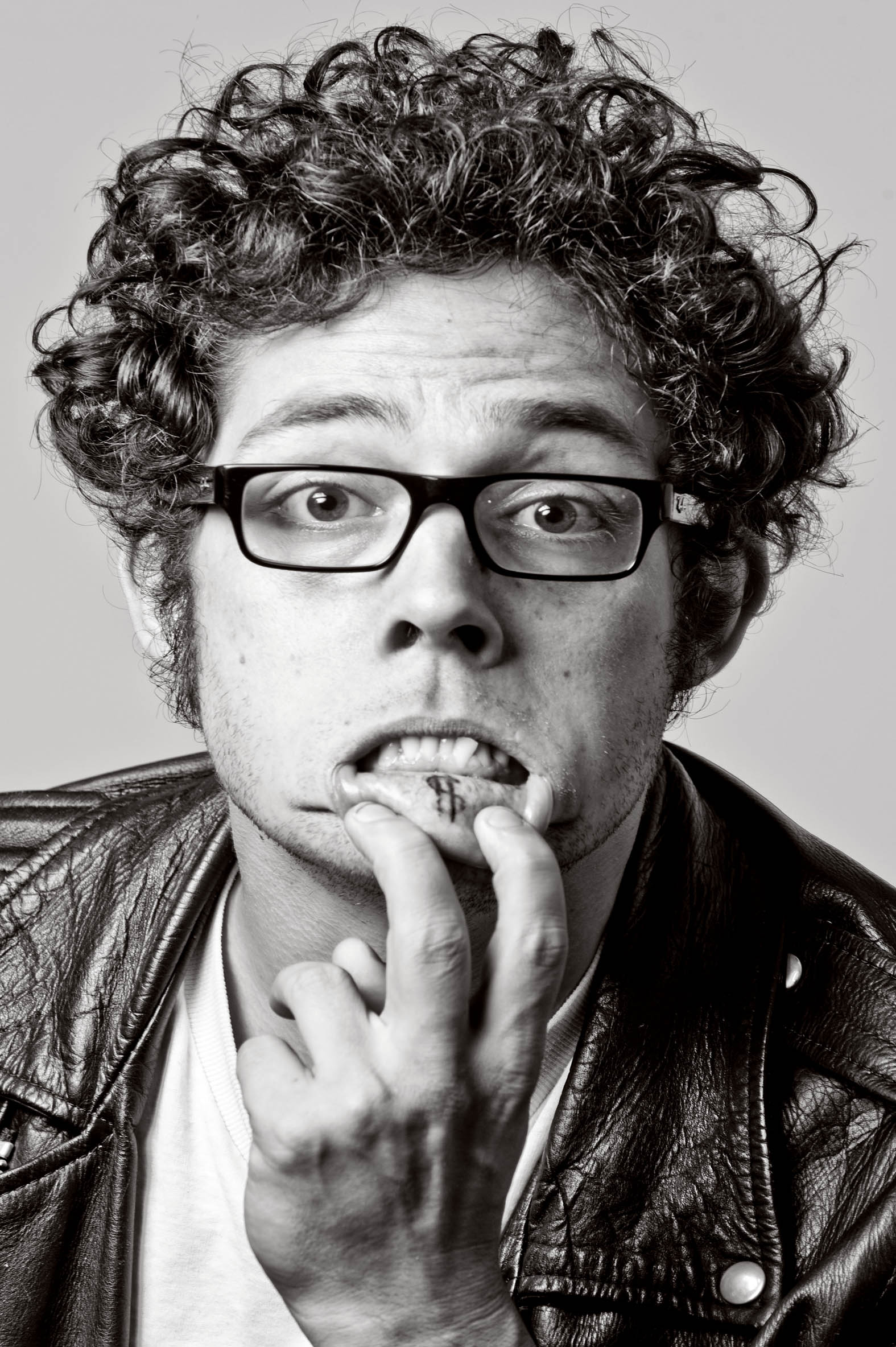
Tim Vanhamel
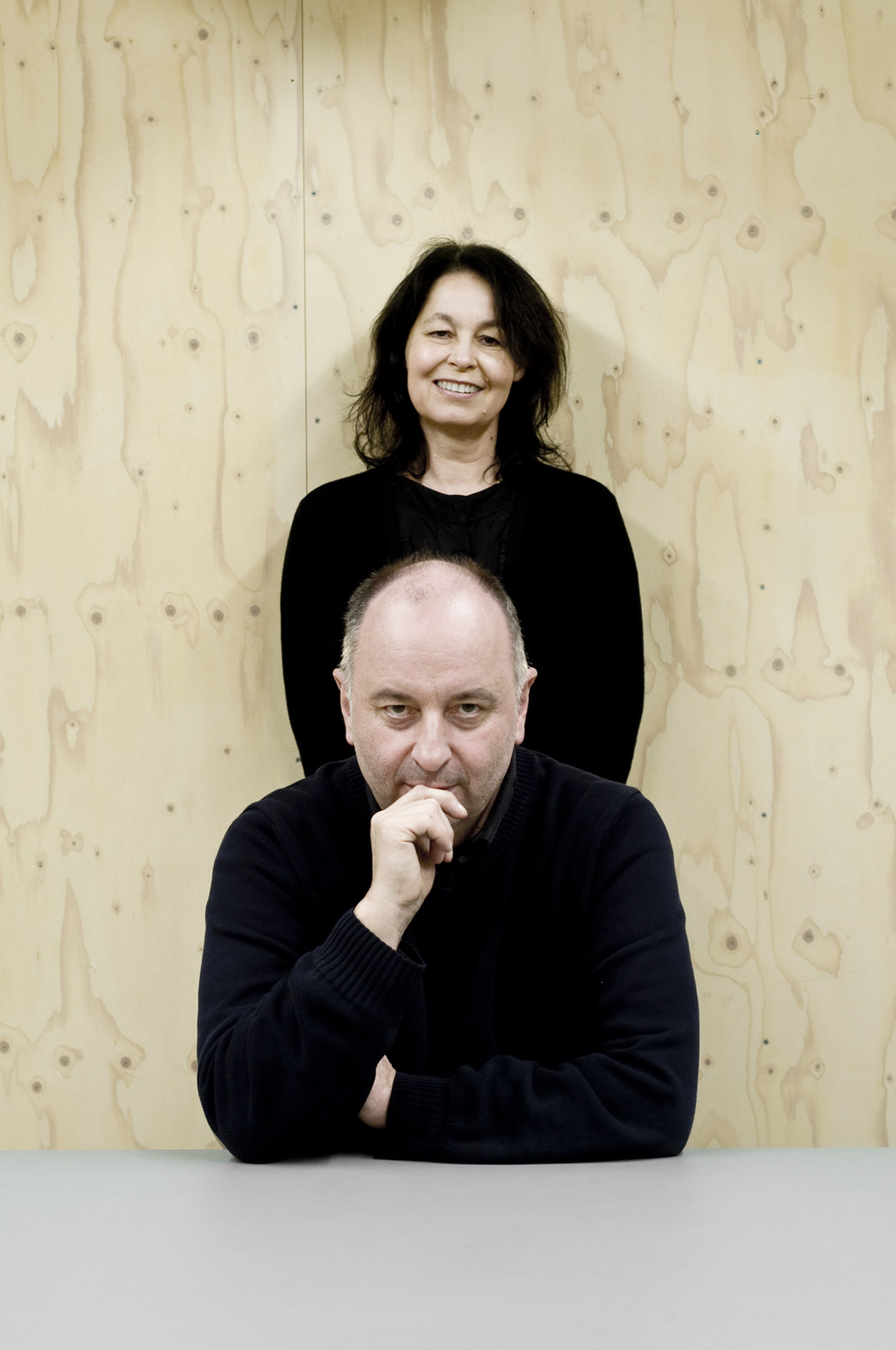
Paul Robbrecht a Hilde Daem
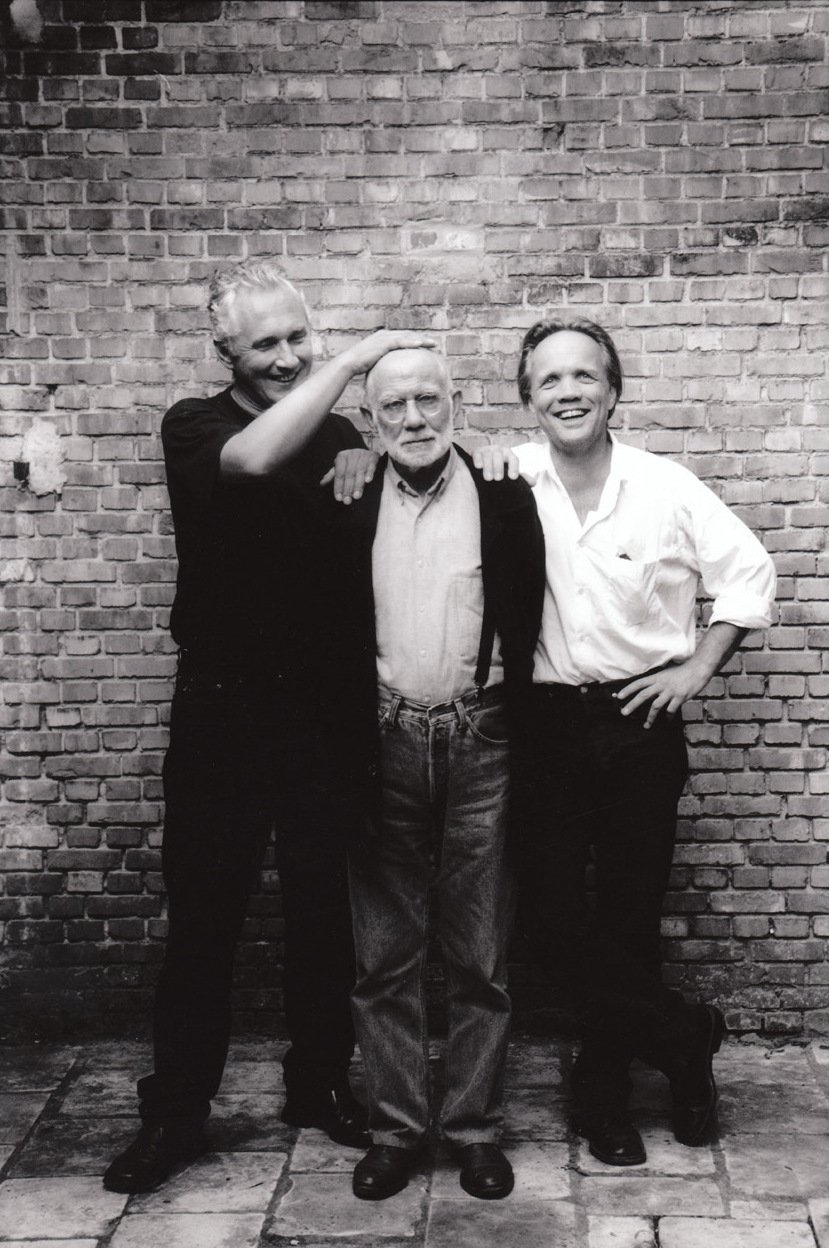
Dan Van Severen
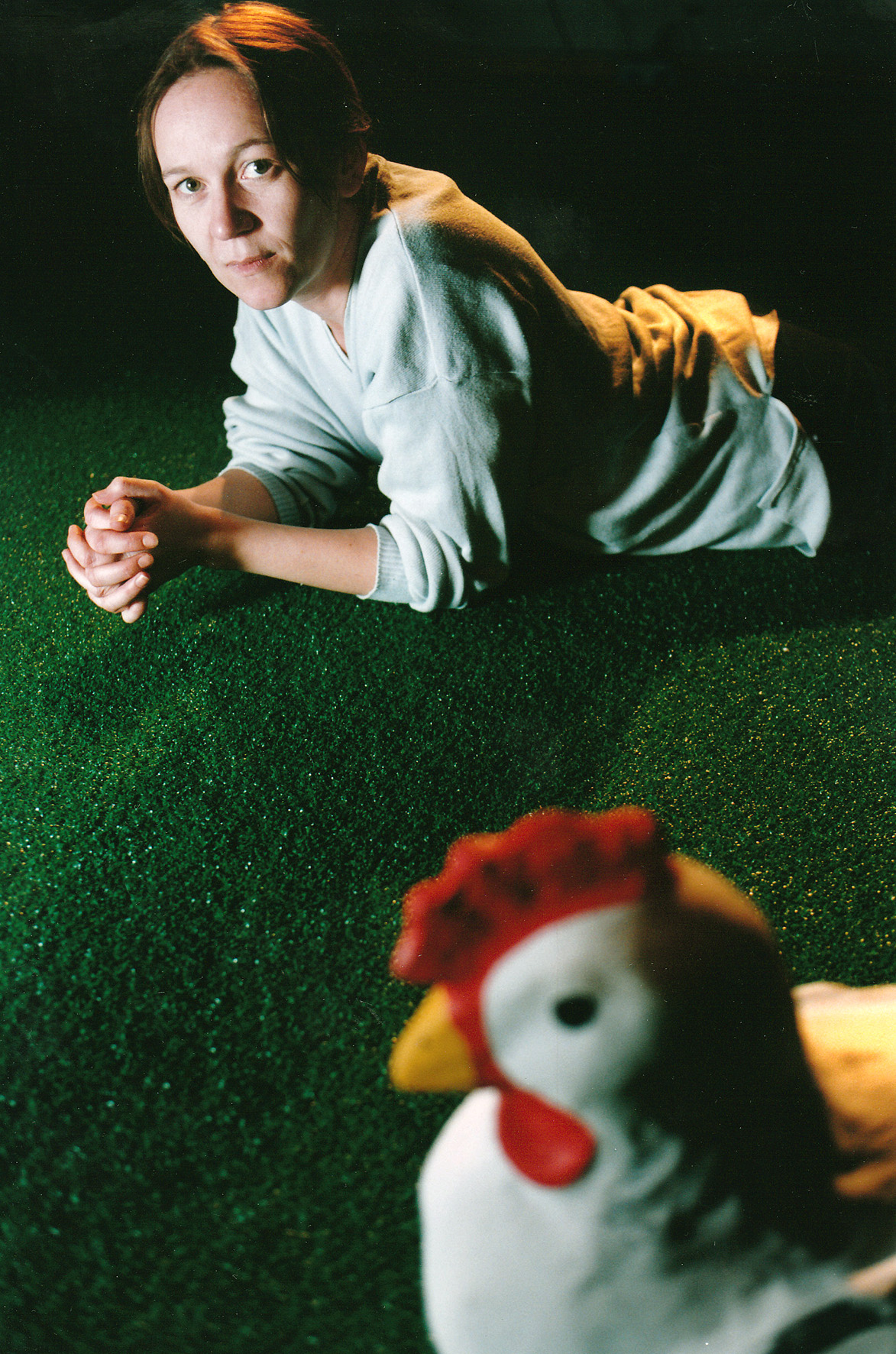
Katelijne Damen
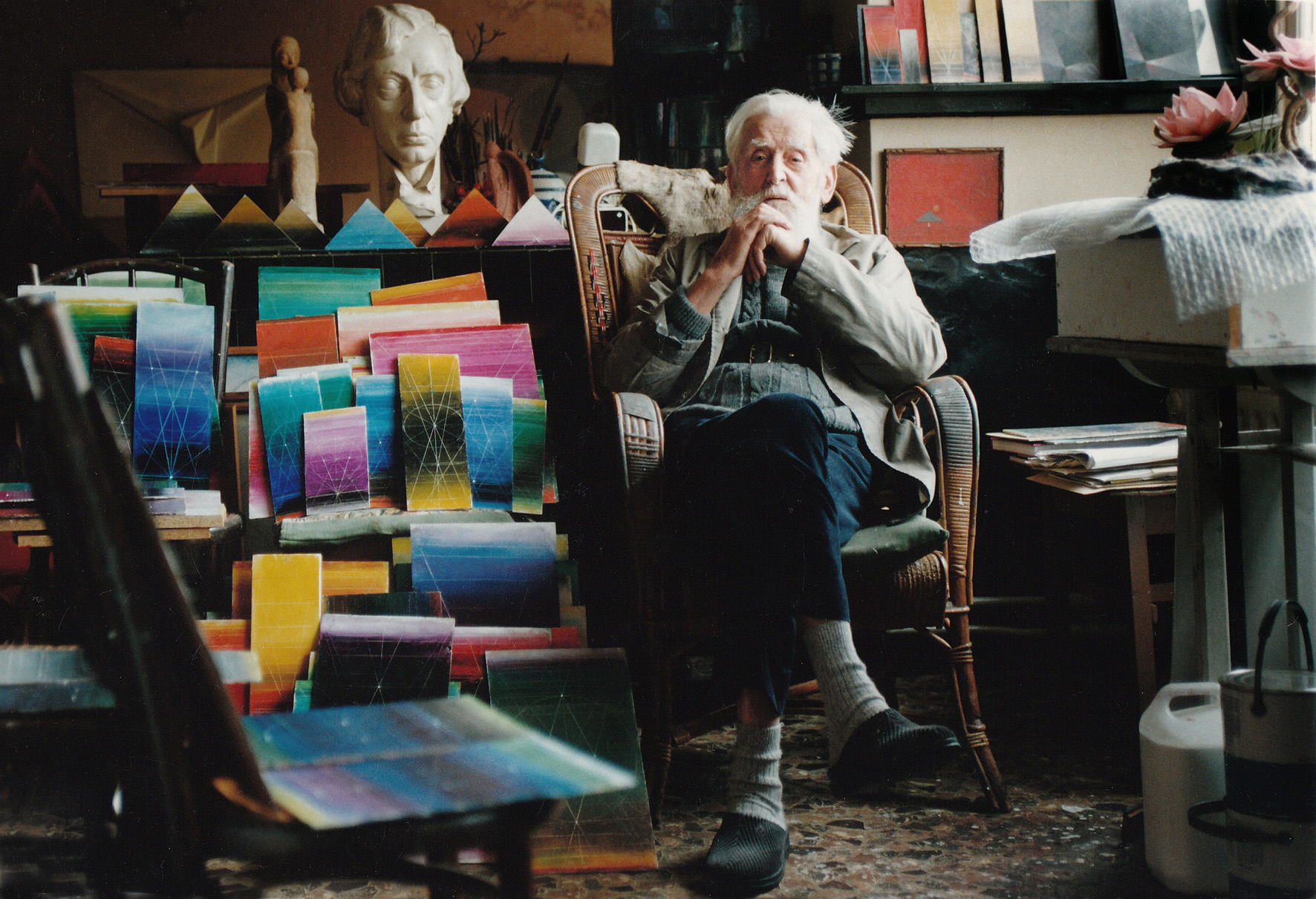
Felix De Boeck
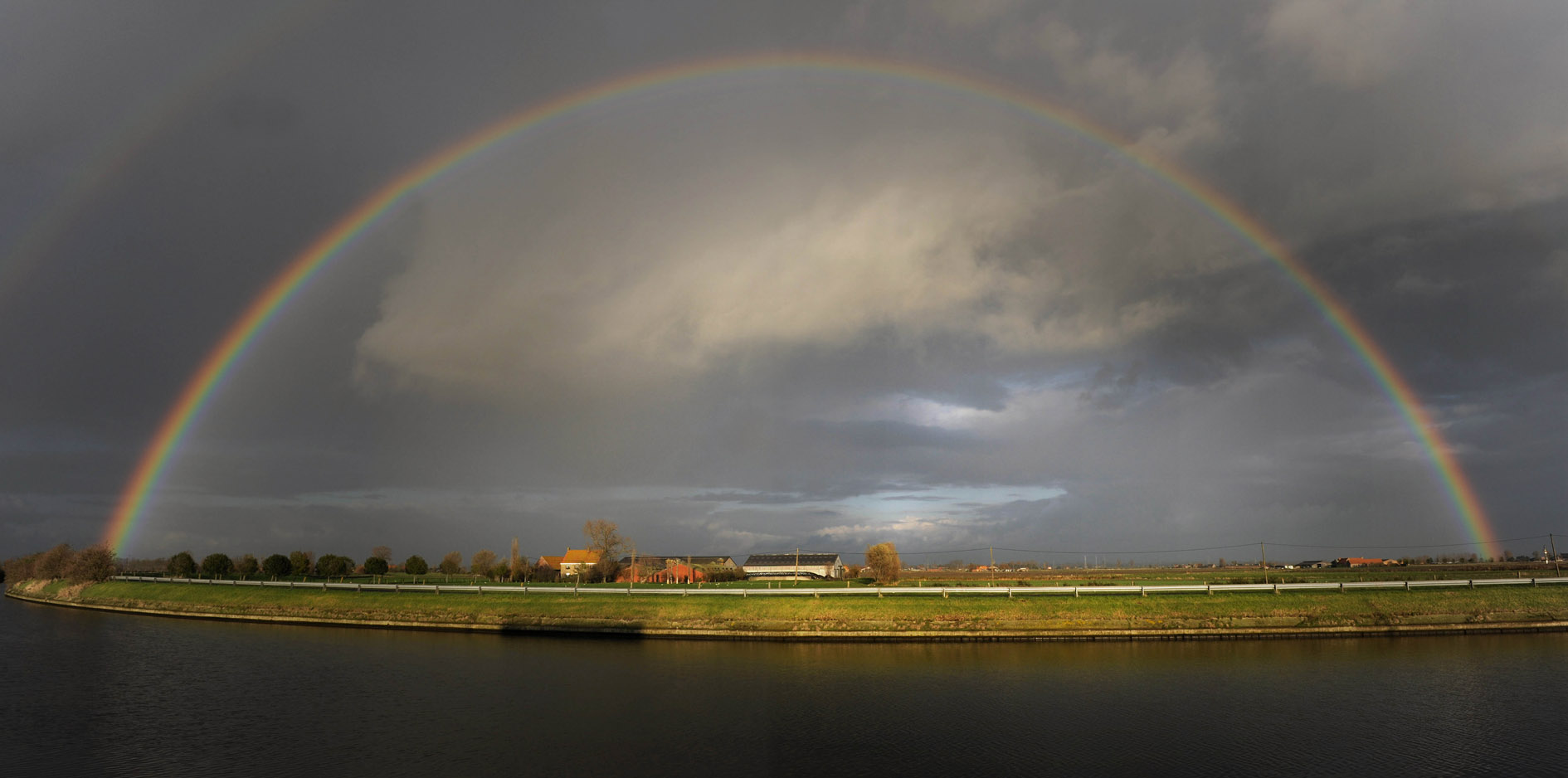
Krajina u Diksmuide
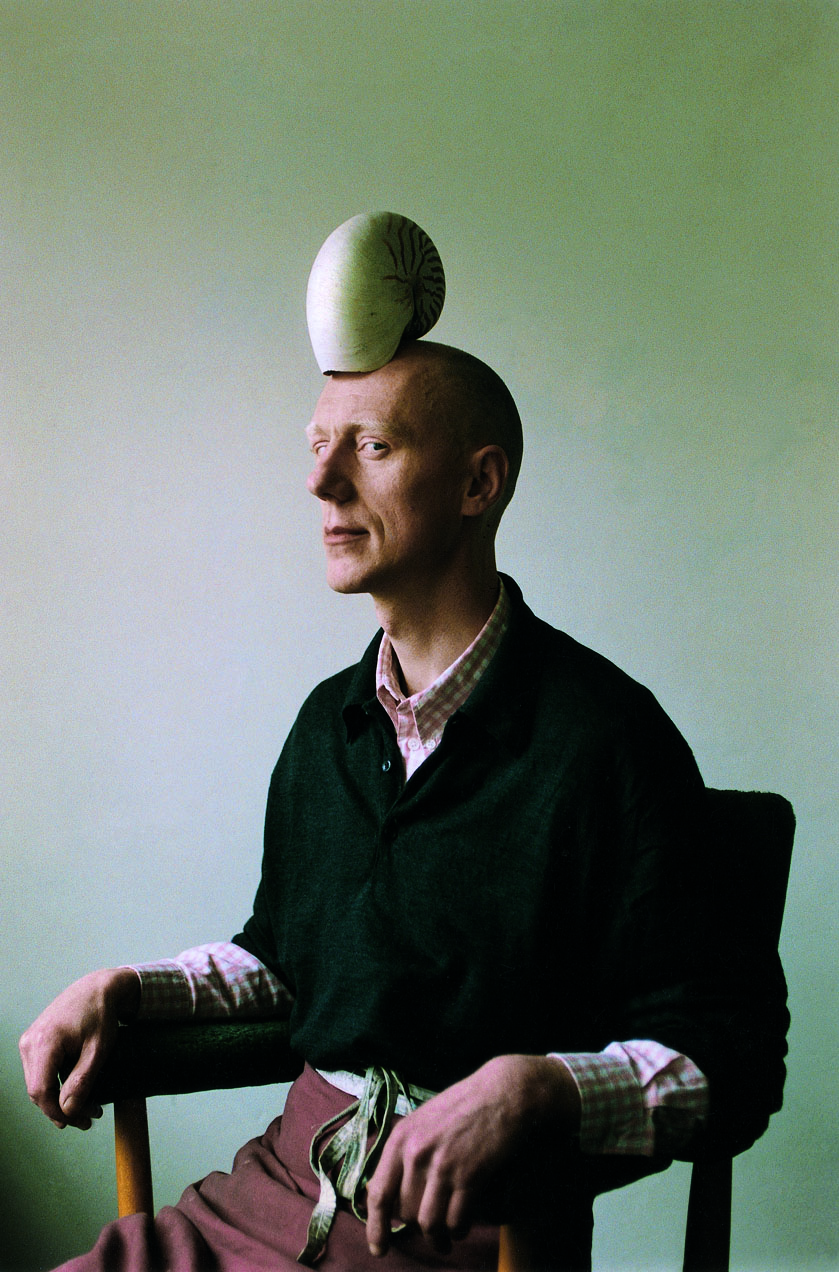
Herr Seele, asi 2010
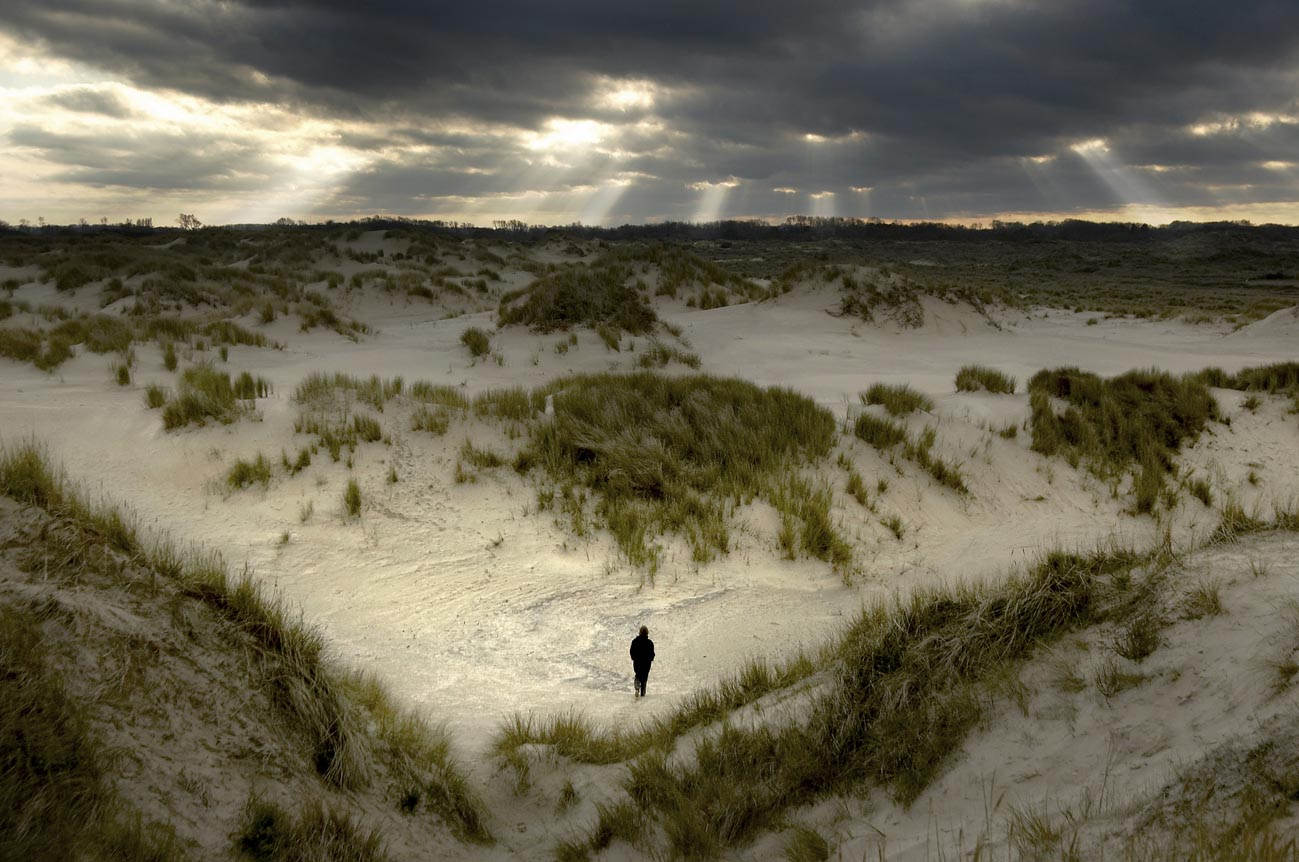
Krajina u De Panne